# Serie B 1972/1973
Soutěžní ročník Serie B 1972/1973 byl 41. ročník druhé nejvyšší italské fotbalové ligy. Konal se od 17. září 1972 do 17. června 1973. 
Nejlepším střelcem se stal italský hráč Fabio Enzo (Novara), když vstřelili 15 branek.

## Události
Z 1. ligy sestoupilo Catanzaro, Mantova a Varese. Naopak postup ze 3. ligy slavilo poprvé ve své klubové historii Ascoli, po třech letech se vrátilo Lecco a po dlouhých 24 letech také Brindisi.
Od 5. kola byl ve vedení Janov, které nakonec vyhrálo a po 9 letech se vrátilo do Serie A. O 4 body méně měla Cesena a Foggia, které také postoupilo.
Boj o sestup byl zajímavější. kolo před koncem byl jediným sestupujícím Lecco. I po konci sezony měl stejný počet bodů čtyři kluby. Žádný miniturnaj se již nehrál a tak rozhodovalo skóre, které mělo horší Monza a Mantova, která sestoupila podruhé v řadě.

## Účastníci
| Klub      | Město           | Stadion                            | Trenér                                                                          | Minulá sezona                            |
| --------- | --------------- | ---------------------------------- | ------------------------------------------------------------------------------- | ---------------------------------------- |
| Arezzo    | Arezzo          | Stadio Comunale                    | Dino Ballacci                                                                   | 15. místo v Serii B                      |
| Ascoli    | Ascoli Piceno   | Stadio Cino e Lillo Del Duca       | Carlo Mazzone                                                                   | 1. místo ve skupině B v Serii C (postup) |
| Bari      | Bari            | Stadio della Vittoria              | Carlo Regalia                                                                   | 11. místo v Serii B                      |
| Brescia   | Brescia         | Stadio Mario Rigamonti             | Giuliano Piovanelli (1.–19. kolo) Renato Gei                                    | 12. místo v Serii B                      |
| Brindisi  | Brindisi        | Stadio Comunale                    | Luís Vinício                                                                    | 1. místo ve skupině C v Serii C (postup) |
| Catania   | Catania         | Stadio Cibali                      | Carmelo Di Bella                                                                | 8. místo v Serii B                       |
| Catanzaro | Catanzaro       | Stadio Comunale                    | Renato Lucchi (1.–25. kolo) Saverio Leotta                                      | 15. místo v Serii A (sestup)             |
| Cesena    | Cesena          | Stadio "Fiorita"                   | Luigi Radice                                                                    | 6. místo v Serii B                       |
| Como      | Como            | Stadio Giuseppe Sinigaglia         | Eugenio Bersellini                                                              | 4. místo v Serii B                       |
| Foggia    | Foggia          | Stadio Pino Zaccheria              | Lauro Toneatto                                                                  | 8. místo v Serii B                       |
| Janov     | Janov           | Stadio Luigi Ferraris              | Arturo Silvestri                                                                | 8. místo v Serii B                       |
| Lecco     | Lecco           | Stadio Mario Rigamonti-Mario Ceppi | Angelo Longoni (1.–10. kolo) Francesco Meregalli                                | 1. místo ve skupině A v Serii C (postup) |
| Mantova   | Mantova         | Stadio Danilo Martelli             | Renzo Uzzecchini (1.–7. kolo) William Negri (8.–17. kolo) Alfredo Foni          | 14. místo v Serii A (sestup)             |
| Monza     | Monza           | Stadio Gino Alfonso Sada           | Franco Viviani                                                                  | 17. místo v Serii B                      |
| Novara    | Novara          | Stadio Enrico Patti                | Carlo Parola                                                                    | 13. místo v Serii B                      |
| Perugia   | Perugia         | Stadio Santa Giuliana              | Egizio Rubino (1.–18. kolo) Elio Grassi                                         | 6. místo v Serii B                       |
| Reggiana  | Reggio Emilia   | Stadio Mirabello                   | Ezio Galbiati                                                                   | 5. místo v Serii B                       |
| Reggina   | Reggio Calabria | Stadio Comunale                    | Guido Mazzetti                                                                  | 16. místo v Serii B                      |
| Taranto   | Taranto         | Stadio Salinella                   | Leandro Remondini (1.–3. kolo) Benigno De Grandi (4.–14. kolo) Zeffiro Furiassi | 13. místo v Serii B                      |
| Varese    | Varese          | Stadio Franco Ossola               | Pietro Maroso                                                                   | 16. místo v Serii A (sestup)             |

## Tabulka
| Poř. | Tým       | Z  | V  | R  | P  | VG | OG | B  |
| ---- | --------- | -- | -- | -- | -- | -- | -- | -- |
| 1.   | Janov     | 38 | 20 | 13 | 5  | 47 | 26 | 53 |
| 2.   | Cesena    | 38 | 17 | 15 | 6  | 36 | 21 | 49 |
| 3.   | Foggia    | 38 | 19 | 11 | 8  | 37 | 25 | 49 |
| 4.   | Ascoli    | 38 | 20 | 8  | 10 | 45 | 31 | 48 |
| 5.   | Catania   | 38 | 14 | 15 | 9  | 29 | 20 | 43 |
| 6.   | Varese    | 38 | 13 | 16 | 9  | 30 | 26 | 42 |
| 7.   | Brindisi  | 38 | 12 | 17 | 9  | 32 | 24 | 41 |
| 8.   | Catanzaro | 38 | 12 | 15 | 11 | 38 | 27 | 39 |
| 9.   | Novara    | 38 | 13 | 12 | 13 | 37 | 37 | 38 |
| 10.  | Reggiana  | 38 | 11 | 15 | 12 | 31 | 31 | 37 |
| 11.  | Como      | 38 | 11 | 14 | 13 | 31 | 33 | 36 |
| 12.  | Bari      | 38 | 10 | 16 | 12 | 29 | 33 | 36 |
| 13.  | Arezzo    | 38 | 9  | 16 | 13 | 24 | 29 | 34 |
| 14.  | Perugia   | 38 | 11 | 11 | 16 | 29 | 34 | 33 |
| 15.  | Taranto   | 38 | 8  | 17 | 13 | 29 | 39 | 33 |
| 16.  | Reggina   | 38 | 6  | 19 | 13 | 18 | 23 | 31 |
| 17.  | Brescia   | 38 | 7  | 17 | 14 | 26 | 37 | 31 |
| 18.  | Mantova   | 38 | 8  | 15 | 15 | 19 | 32 | 31 |
| 19.  | Monza     | 38 | 8  | 15 | 15 | 24 | 39 | 31 |
| 20.  | Lecco     | 38 | 5  | 15 | 18 | 19 | 40 | 25 |

Poznámky
- Z = Odehrané zápasy; V = Vítězství; R = Remízy; P = Prohry; VG = Vstřelené góly; OG = Obdržené góly; B = Body
- za výhru 2 body, za remízu 1 bod, za prohru 0 bodů.
- při rovnosti bodů rozhodovalo skóre.

|  | Postup do Serie A |
|  | Sestup do Serie C |

## Střelecká listina
| Pořadí | Jméno               | Klub      | Branky |
| ------ | ------------------- | --------- | ------ |
| 1.     | Fabio Enzo          | Novara    | 15     |
| 2.     | Giuliano Bertarelli | Ascoli    | 14     |
| 2.     | Sidio Corradi       | Janov     | 14     |
| 4.     | Antonio Bordon      | Janov     | 13     |
| 5.     | Renato Campanini    | Ascoli    | 11     |
| 5.     | Carlo Petrini       | Catanzaro | 11     |
| 5.     | Giovanni Urban      | Perugia   | 11     |
| 5.     | Giampietro Spagnolo | Reggiana  | 11     |
| 5.     | Alberto Spelta      | Catanzaro | 11     |